# Combat de Quiévrain (1792)
Pour les articles homonymes, voir Bataille de Quiévrain (1793).
Première Coalition
Batailles
Le combat de Quiévrain, opposant la France  à la Première Coalition, s’est déroulé, sous la Révolution française, à Quiévrain les 29 et 30 avril 1792.

## Déroulement
Le général Biron sortait de Valenciennes pour mener des opérations sur Mons. 

Il arrive le 28 avril sur Quiévrain où se trouvent les Autrichiens de Beaulieu. Le lendemain, sur trois colonnes, il repousse avec la colonne de gauche et du centre quelques Autrichiens, mais la colonne de droite tombe nez à nez avec une force autrichienne plus importante. Malgré la supériorité, Biron n'arrive pas à déployer correctement sa petite armée et est harcelé par les avant-postes ennemis. 

Dans la nuit du 29 au 30, un échange de coups de feu provoque brusquement la fuite des 5e et 6e dragons entrainant avec eux la déroute de Biron.

Le matin, il rebrousse chemin et retrouve les troupes qui étaient restées sur place. Il songe à passer à l'offensive avant d'apprendre la déroute de Dillon depuis Tournai. Beaulieu, de son côté, décide de passer à l'offensive sur le flanc gauche français provoquant la débandade. L'armée retraitera jusqu'à Valenciennes et s'y enfermera.

## Ordre de bataille

### Forces françaises
Les troupes françaises sont sous les ordres du lieutenant général Biron
- 1er régiment d'infanterie de ligne (1 bataillon)
- 18e régiment d'infanterie de ligne (1 bataillon)
- 47e régiment d'infanterie de ligne (1 bataillon)
- 49e régiment d'infanterie de ligne (1 bataillon)
- 68e régiment d'infanterie de ligne (1 bataillon)
- 74e régiment d'infanterie de ligne (1 bataillon)
- 2e bataillon de volontaires de l'Orne
- 3e bataillon de volontaires de l'Orne
- 2e bataillon de volontaires de Paris
- 1er bataillon de volontaires de l'Yonne
- Bataillon de gardes nationaux du Nord
- 5e régiment de dragons (1 escadron)
- 6e régiment de dragons (1 escadron)
- 3e régiment de hussards (1 escadron)
- 3e régiment de cavalerie (1 escadron)